# Stephanocyathus spiniger
Stephanocyathus spiniger är en korallart som först beskrevs av Marenzeller 1888.  Stephanocyathus spiniger ingår i släktet Stephanocyathus och familjen Caryophylliidae. Inga underarter finns listade i Catalogue of Life.